# Dalton (Pensilvania)
Dalton es un borough ubicado en el condado de Lackawanna en el estado estadounidense de Pensilvania. En el año 2000 tenía una población de 1,294 habitantes y una densidad poblacional de 161 personas por km².

## Geografía
Dalton se encuentra ubicado en las coordenadas 41°32′8″N 75°46′6″O / 41.53556, -75.76833.

## Demografía
Según la Oficina del Censo en 2000 los ingresos medios por hogar en la localidad eran de $47,625 y los ingresos medios por familia eran $65,577. Los hombres tenían unos ingresos medios de $41,964 frente a los $30,583 para las mujeres. La renta per cápita para la localidad era de $25,760. Alrededor del 6.9% de la población estaba por debajo del umbral de pobreza.